# Yurina Suárez
Yurina Suárez Montero (17 ottobre 1974) è una schermitrice cubana.

## Palmarès
In carriera ha conseguito i seguenti risultati:
- Giochi Panamericani:

Mar del Plata 1995: argento nella spada a squadre e bronzo individuale.